# سوزان اوکانر
سوزان اوکانر (انگلیسی: Susan O'Connor؛ زادهٔ ۳ مهٔ ۱۹۷۷) ورزشکار کرلینگ اهل کانادا است.